# Legenda o Kolovrate
Legenda o Kolovrate (russisk: Легенда о Коловрате) er en russisk spillefilm fra 2017 af Dzhanik Fayziev og Ivan Sjurkhovetskij.

## Medvirkende
- Ilja Malakov som Jevpatij Kolovrat
- David Melkonyan
- Polina Chernysjova som Nastya
- Diana Pentovitj
- Aleksej Serebrjakov som Jurij